# Корнелія Улльріх
Корнелія Улльріх (нім. Cornelia Ullrich; дошлюбне прізвище — Феєрбах (нім. Feuerbach); нар. 26 квітня 1963) — німецька легкоатлетка, яка спеціалізувалася на бар'єрному бігу та спринті.
На міжнародних змаганнях представляла НДР.

## Спортивні досягнення
Чемпіонка світу з естафетного бігу 4×400 метрів (1987, виступала в забігу).
Бронзова призерка чемпіонату світу з бігу на 400 метрів з бар'єрами (1987).
Бронзова призерка чемпіонату Європи з бігу на 400 метрів з бар'єрами (1986).
Чемпіонка Європи серед юніорів з естафетного бігу 4×400 метрів (1981).